# Dune di Piscinas

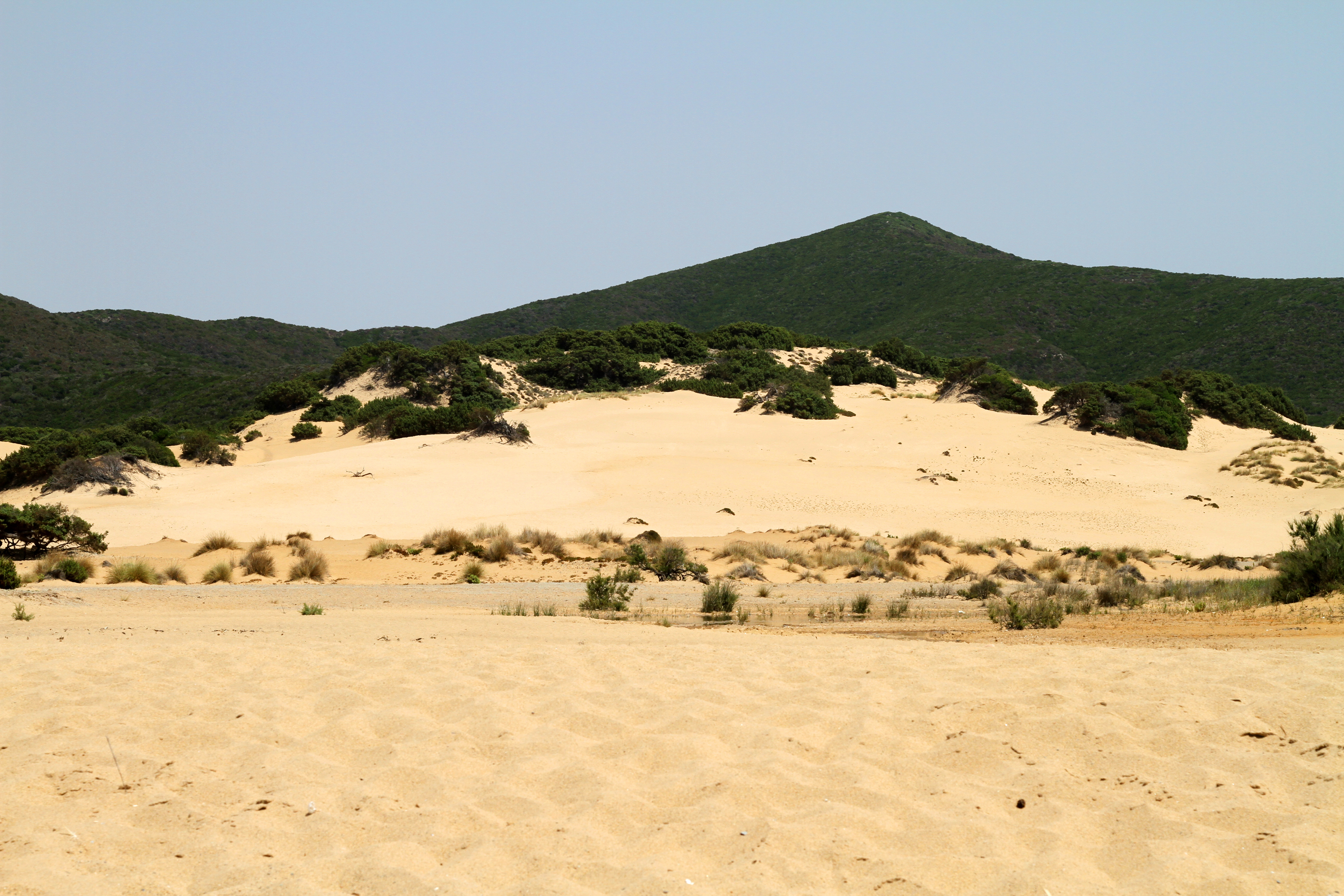
Le dune di Piscinas.

Il sistema dunale costiero delle Dune di Piscinas (da non confondere con l'omonimo comune di Piscinas, nel Sulcis) è un'area di dune sabbiose che si trova nella Sardegna occidentale, nel comune di Arbus, e si estende per circa 28 chilometri quadrati.
Le dune, che si estendono dalla costa verso l'interno per circa due chilometri, raggiungono un'altezza di circa 100 metri e sono modellate dai venti che soffiano dal mare. Sono tra le più alte dune vive d'Europa e sono state definite, insieme alla Giara di Gesturi, un ambiente naturale unico.

## Descrizione

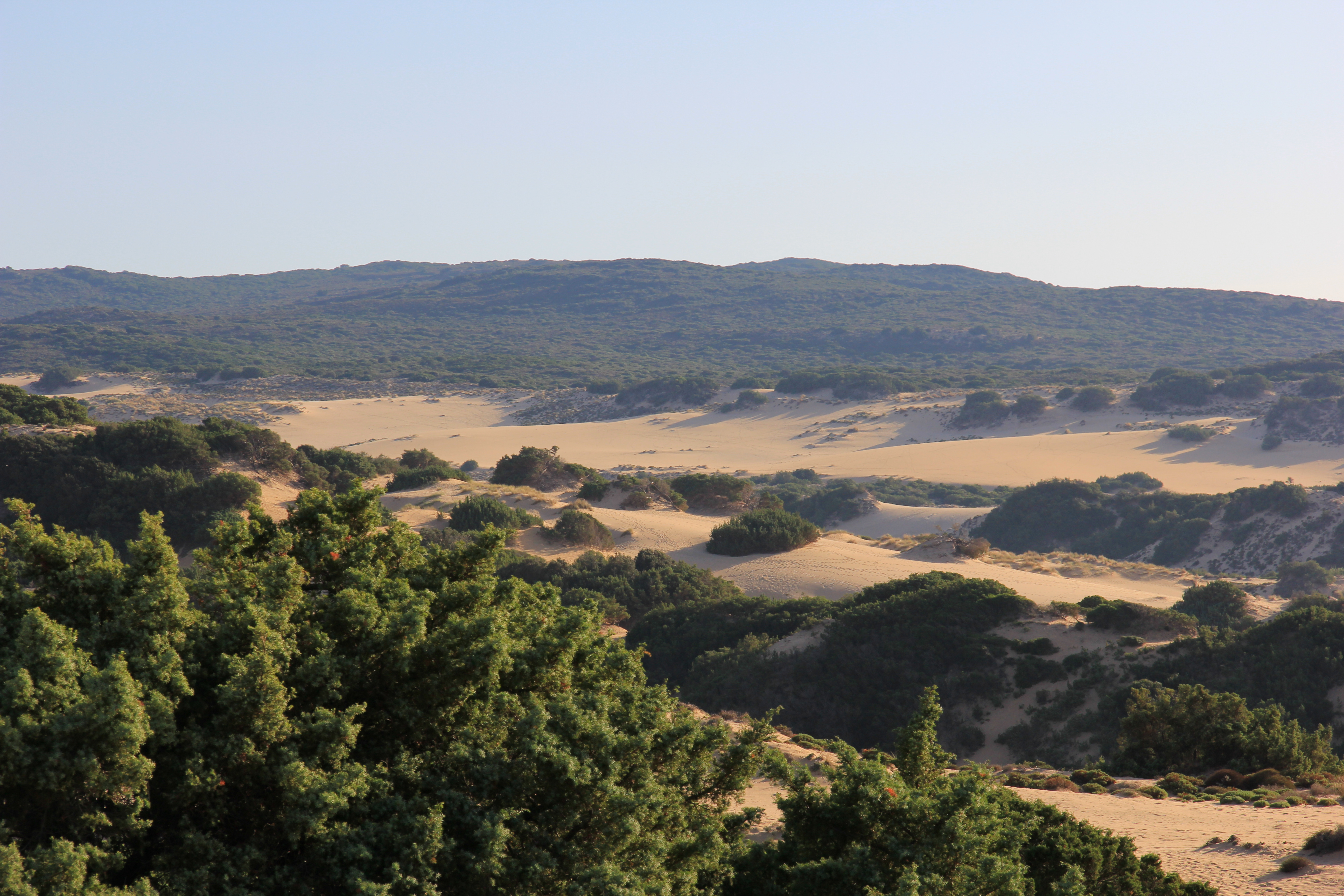
Panorama delle dune

### Territorio
La zona di Piscinas digrada lentamente da alcuni rilievi collinari alla linea di costa, passando dalle formazioni rocciose alle famose dune di sabbia.
Il rio Piscinas è un torrente che nasce nei pressi di Montevecchio e scorre a nord della zona di Piscinas. Viene alimentato anche dalle acque provenienti da alcune gallerie delle miniere dismesse, che gli conferiscono un colore rossastro: per questo motivo il rio viene talvolta nominato "fiume Rosso".
Il rio Naracauli è invece un torrente che arriva nella zona di Piscinas dal villaggio minerario di Naracauli.

### Edifici
L'unico edificio presente a Piscinas è il magazzino minerario delle vicine miniere di Gennamari e Ingurtosu dichiarato nel 1985 monumento nazionale dal Ministero per i beni culturali e ambientali. I minerali venivano trasportati dalla laveria Brassey di Naracauli tramite vagoncini lungo un tratto ferroviario di pochi chilometri. Da Piscinas il minerale veniva trasportato tramite bilancelle a Carloforte, Isola di San Pietro da cui partiva alla volta della penisola. Dopo aver funzionato come magazzino venne utilizzato come colonia a mare per i figli dei dipendenti delle miniere di Gennemari e Ingurtosu. Il rudere del vecchio deposito minerario fu trasformato in hotel da Sergio Caroli, ex colonnello della Folgore e figlio dell'ultimo direttore della miniera di Ingurtosu all'inizio degli anni '90. L'ingresso de Le Dune è ancora l'originaria galleria scavata agli inizi dell'800 e le forme e i materiali utilizzati rimandano all'epoca mineraria.

### Flora e fauna
Tra la vegetazione si trovano il ginepro, il lentisco (Pistacia lentiscus), la ginestra, l'euforbia. Presso il rio Naracauli sono presenti tamerici, giunchi e altri arbusti della gariga costiera.
Per la fauna è presente il cervo sardo (Cervus elaphus corsicanus), la testuggine mediterranea (Testudo hermanni) e la tartaruga marina (Caretta caretta), che depone le uova sulla spiaggia.

## Piscinas nella cultura di massa
Nell'autunno del 1977 furono girate diverse scene del film Black Stallion diretto da Carroll Ballard e prodotto da Francis Ford Coppola.
Nel 2008 vi fu girato il video  di Eroe (storia di Luigi delle Bicocche), del rapper italiano Caparezza. Si tratta del primo singolo estratto dal quarto album in studio Le dimensioni del mio caos, pubblicato il 28 marzo 2008.
Nel 2015 la spiaggia è scenario di alcune parti della serie Mediaset Fuoco amico TF45 - Eroe per amore con Raoul Bova e Megan Montaner. 
Nel 2017 nella spiaggia sono ambientate alcune parti del videoclip di Voglio ballare con te, singolo della rapper italiana Baby K.
Nel 2018 è lo scenario del video Adiós paranoia, primo singolo estratto dal decimo album della band Negrita, intitolato Desert Yacht Club.
Nel 2023 il videoclip del singolo "Due vite" di Marco Mengoni è stato girato alle Dune di Piscinas.

## Galleria d'immagini

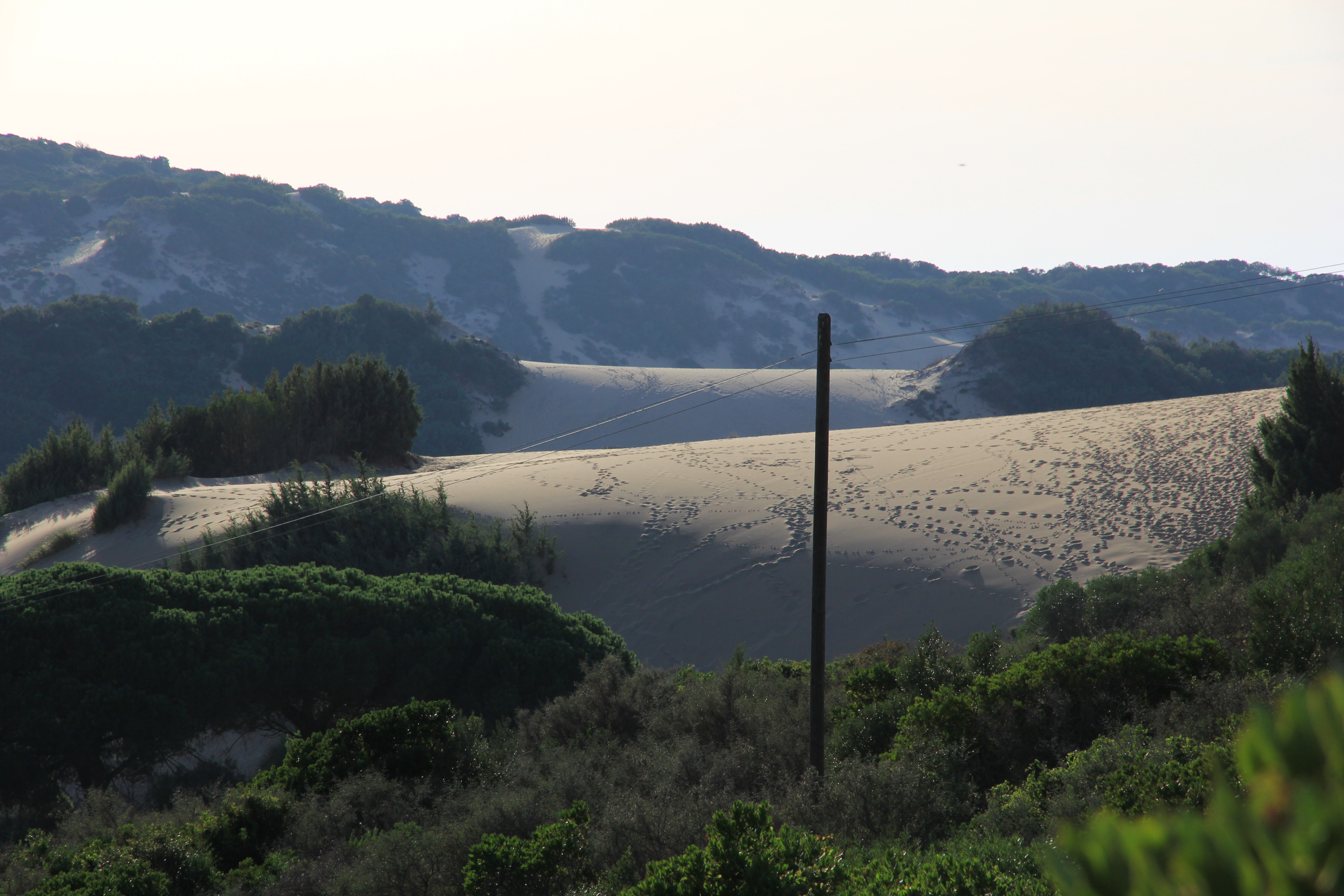
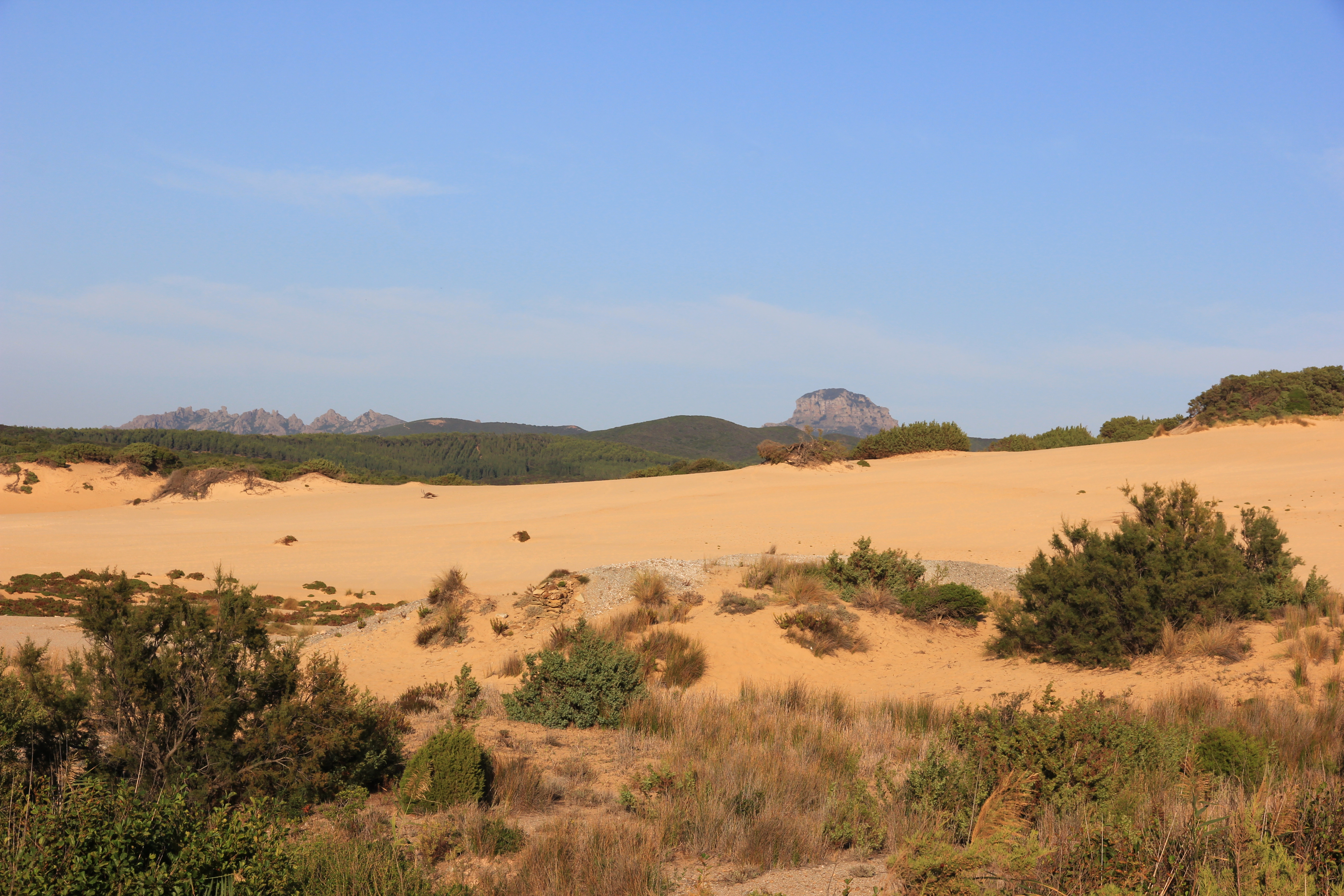
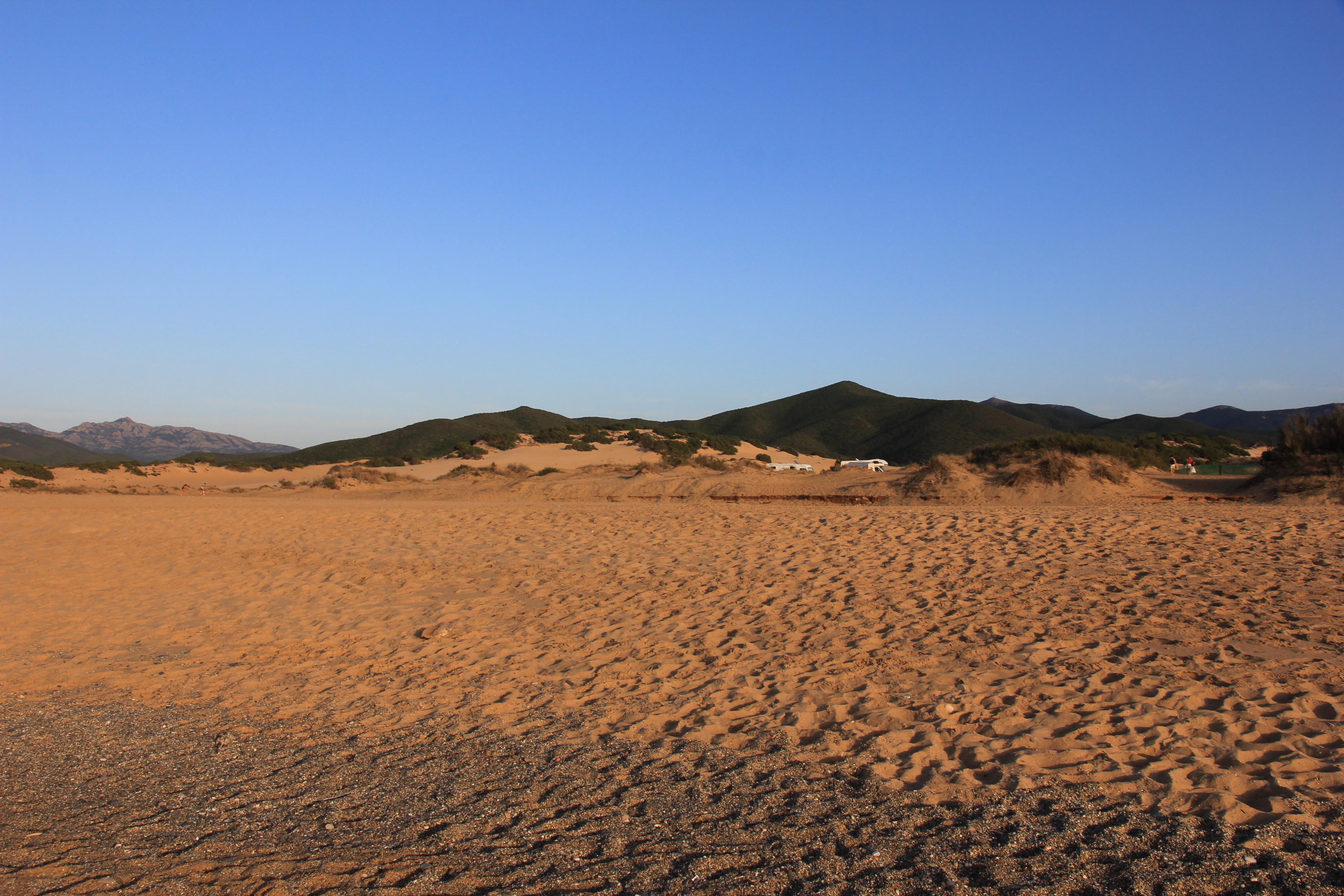
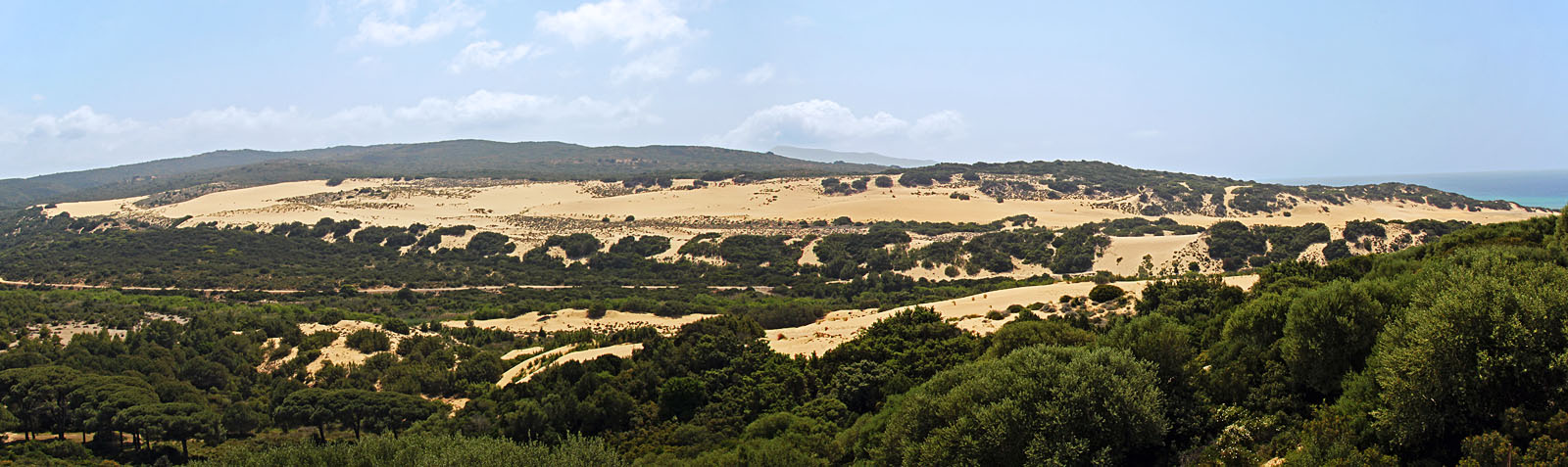
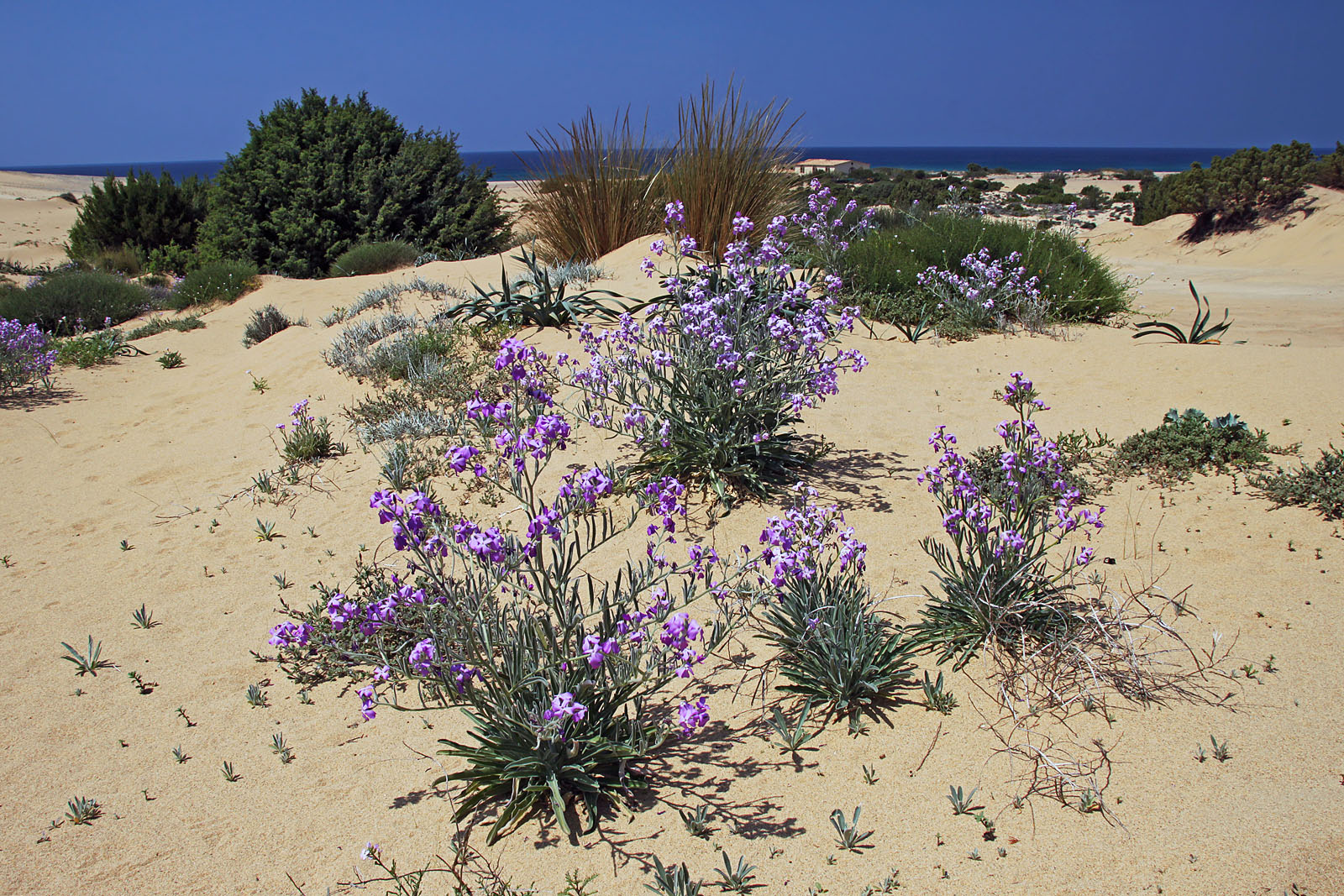
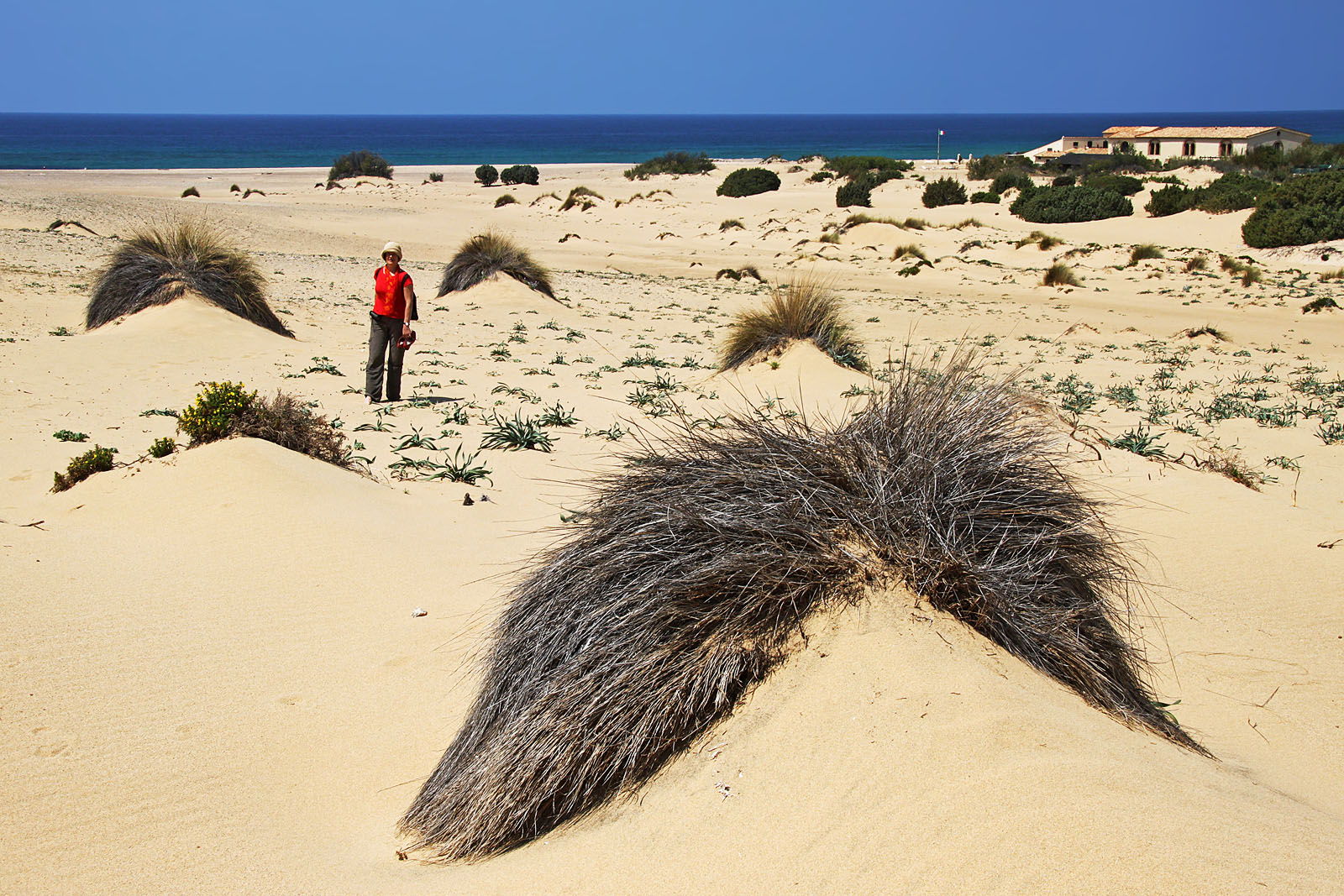